# Backyard: El traspatio
Backyard: El traspatio és una pel·lícula mexicana estrenada el 20 de febrer de 2009, dirigida per Carlos Carrera i escrita per la dramaturga Sabina Berman; protagonitzada per Ana de la Reguera, Asur Zagada, Iván Cortés, Joaquín Cosío i Jimmy Smits. Aquest film aborda el cas de les dones assassinades a Ciudad Juárez, a l'estat de Chihuahua, a la frontera entre els Estats Units i Mèxic.
Segons l'Acadèmia Mexicana d'Arts i Ciències Cinematogràfiques aquest film va ser l'aposta de Mèxic per a una nominació al Oscar en la categoria de millor pel·lícula estrangera.
Al 52a. lliurament del Premi Ariel va obtenir vuit nominacions: Millor Direcció (Carlos Carrera), Millor Actriu (Ásur Zagada), Millor Coactuación Masculina (Iván Cortés), Millor Fotografia (Martín Boege i Everardo González), entre d'altres.
Als Estats Units ha estat reconegut el treball d'Ana de la Reguera om a millor actriu als Premis Imagen que atorga la comunitat llatina, al Festival Internacional de Cinema de Chicago Asur Zagada i Iván Cortes van obtenir esments com a actors del futur i Sabina Berman va obtenir els guardons a millor guió als festivals de l'Havana i Catalunya.

## Sinopsi
Blanca Bravo (Ana de la Reguera) és una policia idealista nouvinguda a Ciudad Juárez on s'enfronta al creixent nombre d'assassinats de dones: cada mes apareixen en mitjana dues assassinades. Es dedica a investigar els assassinats amb tenacitat i descobreix una societat en la qual pocs volen obrir els ulls i veure què succeeix al seu voltant. Juanita Sánchez (Asur Zagada) de disset anys, ve de Cintalapa, Chiapas (vora de Bonampak), a treballar en la indústria de les maquilas, té un xicot: Cutberto (Iván Cortes). En menys de tres mesos es torna una dona propietària de si mateixa. Però l'atzar i les circumstàncies de Juárez són els que faran creuar els destins de Juanita i Blanca, un fatal començar el dia en el desert.

## Repartiment
- Ana de la Reguera com Blanca Bravo.
- Marco Pérez com Fierro.
- Asur Zagada com Juanita Sánchez.
- Iván Cortés com Cutberto.
- Jimmy Smits com Mickey Santos.
- Joaquín Cosio com Peralta.
- Alejandro Calva com Comandant.
- Amorita Rasgado com Margara.
- Enoc Leaño com el Governador.
- Carolina Politti com Sara.
- Sayed Badreya com El Sultán.
- Adriana Paz com Hilda.
- Lisa Owen com Silvia.
- Juan Carlos Barreto com Alvárez.
- Paloma Arredondo com Elvia.

## Premis
LII edició dels Premis Ariel
| Categoria                   | Persona                                                                                           | Resultat    |
| --------------------------- | ------------------------------------------------------------------------------------------------- | ----------- |
| Millor pel·lícula           | Millor pel·lícula                                                                                 | Nominada    |
| Millor direcció             | Carlos Carrera                                                                                    | Guanyador   |
| Millor fotografia           | Martín Boege - Everardo González                                                                  | Guanyadors  |
| Millor so                   | Mario Martínez Cobos - Miguel Ángel Molina - Ernesto Gaytán Saules - Antonio Diego - Isabel Muñoz | Guanyadors  |
| Millor disseny d'art        | Gloria Carrazco - Lizette Ponce                                                                   | Guanyadores |
| Millor vestuari             | Mariaestela Fernández                                                                             | Nominada    |
| Millors efectes especials   | Alejandro Vázquez                                                                                 | Nominat     |
| Millor actriu               | Asur Zágada                                                                                       | Guanyadora  |
| Millor coactuació masculina | Iván Cortes                                                                                       | Nominat     |

Premis CANACINE
| Categoria         | Persona           | Resultat   |
| ----------------- | ----------------- | ---------- |
| Millor pel·lícula | Millor pel·lícula | Guanyadora |
| Millor direcció   | Carlos Carrera    | Guanyador  |
| Millor actriu     | Ana de la Reguera | Guanyadora |
| Promesa Masculina | Iván Cortés       | Nominat    |

XVI Mostra de Cinema Llatinoamericà de Catalunya
| Categoria   | Persona       | Resultat  |
| ----------- | ------------- | --------- |
| Millor guió | Sabina Berman | Guanyador |